# Катаріна Івановська
Катаріна Івановська (макед. Катарина Ивановска; 18 серпня 1988 року, Скоп'є, СР Македонія, СФРЮ) — македонська модель і акторка.
Катаріна Івановська є єдиною дитиною в сім'ї. У 2004 році розпочала модельну кар'єру, здобувши перемогу на конкурсі моделей Look Models International у Македонії. Дебютувала в Мілані на Тижні моди для весняного Sportmax show.
Далі з'явилася у журналах Elle, Citizen K, Stiletto та Vogue в Росії та Італії та на обкладинці журналів Diva і Maxima, а також знялася у рекламі D&G.
У 2011 році підписала контракт з Victoria's Secret, а у 2012 році була на обкладинці мексиканського видання Elle.
У 2012 році на екран вийшов македонський фільм «Третій тайм», у якому Івановська дебютувала як акторка в головній ролі молодої єврейки Ребекки.
У 2013 році супермодель знялася у рекламі весняної колекції білизни Women's Secret.
Живе у США, співпрацює з більшістю модних журналів, її запрошують для дефіле по всьому світу.

## Фільмографія
| Рік  |   | Українська назва | Оригінальна назва | Роль         |
| ---- | - | ---------------- | ----------------- | ------------ |
| 2012 | ф | Третій тайм      | Трето полувреме   | Ребекка Коен |